# Litsea pallens
Litsea pallens är en lagerväxtart som beskrevs av Cyrus Longworth Lundell. Litsea pallens ingår i släktet Litsea och familjen lagerväxter. Inga underarter finns listade i Catalogue of Life.